# Bekermosdiertje
Het bekermosdiertje (Farrella repens) is een mosdiertjessoort uit de familie van de Farrellidae. De wetenschappelijke naam van de soort is voor het eerst geldig gepubliceerd in 1837 door Farre.